# Virgin Steele
Virgin Steele es un grupo de heavy metal proveniente de Long Island, Nueva York, Estados Unidos, fundado en 1981 por el músico de origen francés Jack Starr.

## Historia
La banda fue fundada a comienzos de la década de 1980 por Jack Starr, un guitarrista de origen francés. Tras reclutar al percusionista Joey Ayvazian, comenzaron a hacer audiciones para vocalistas. Finalmente David DeFeis fue presentado a Starr por un amigo de Ayvazian. Con una asombrosa interpretación de "Child In Time", David consiguió el puesto vacante de vocalista, trayendo consigo al bajista Joe O`Reilly.
Virgin Steele debutó en 1982 con "Children Of Storm" (un tema amado por Metallica), incluido en la compilación "U.S. Metal Works II". Un poco más tarde editaron su primer álbum, titulado "Virgin Steele". Su estilo era una mezcla de heavy metal americano con la atmósfera épica de Rainbow. David, que también tocaba el piano y los teclados, demostró tener un gusto particular por los arreglos pomposos y melódicos, mientras que Joey apostaba por un estilo más duro y directo.
Al año siguiente (1983) editaron el álbum "Guardians Of The Flame", precedido por un mini LP titulado "Wait For The Night" ("A Cry In The Night" en la versión inglesa).
Después de esto, Starr entró en disputa con DeFeis acerca del rumbo que debía tomar la banda, lo cual llevó a que el primero se separara de la banda y reclutara al anterior vocalista de Riot, Rhett Forrester (asesinado en 1994 por alguien desconocido). Starr, Forrester y sus nuevos compañeros lanzaron un álbum titulado "Out of Darkness", y trataron de tomar para ellos mismos el nombre de "Virgin Steele" , con el que se presentaron en el Breaking Sound Festival (Paris). Después de una batalla legal, David DeFeis y el resto de la banda original (completada con el guitarrista Edward Pursino) consiguieron el nombre de la banda.
La nueva formación publicó en 1986 el disco "Noble Savage", con un estilo que combinaba el Heavy Metal clásico y el Metal épico, aunque con escasa repercusión, a pesar de ser considerado uno de los clásicos de la banda. Con su nuevo álbum en la calle realizan más giras y firman con el creciente sello alemán Spv. A la vez, David DeFeis y Edward Pursino son contratados para ayudar y dar forma al segundo trabajo, “Stay Ugly”, del proyecto de Gordon Kirchin llamado Piledriver, banda underground que llegó a batir récords de ventas en Estados Unidos con su primer disco “Metal Inquisition”, del que se han vendido casi un cuarto de millón de copias hasta la fecha. A la vez, y mientras se desarrollaba una serie de pleitos legales por los derechos del nombre de la banda, se publica "Nightmare Theatre", un disco de thrash metal satánico que salió bajo el nombre de Exorcist y que mucha gente ha rumoreado acerca de que se tratara de un proyecto paralelo a la banda. Según declaraciones del propio DeFeis, él fue llamado a producir el disco por parte de la banda, pero esta misma se estaba desintegrando mientras realizaba las labores de producción, por lo que, a petición de la discográfica, que quería que saliera a toda costa, tanto él como Edward Pursino se involucraron mucho más en el proyecto. A día de hoy, Exorcist son considerados una leyenda, ya que hasta hace no mucho, los miembros de Virgin Steele solían negar su involucración en dicho proyecto.
La banda, finalmente, consigue llegar a Europa teloneando a sus compañeros Manowar, ganándose la aprobación de los fanes gracias a sus actuaciones en directo. Sin embargo, cuando parece que las cosas empiezan a enderezarse, sale a la venta "Age of Consent", que resultará un fracaso comercial debido a la mala distribución del mismo. Virgin Steele entrará entonces en su periodo más oscuro: cesa la actividad del grupo y el bajista Joe O'Reilly decide abandonar, con lo cual la banda abandona los escenarios. David termina su postgrado en piano y composición, y toca con una semi-improvisada banda llamada "Smoke Stark Lightning", con algunos famosos músicos como su antiguo compañero Jack Starr y el batería Bobby Rondinelli. 
En 1993 Rob De Martino es elegido como el nuevo bajista, la banda firma con la discográfica Shark Records y editan el disco "Life Among the Ruins", en el que abandonan buena parte de los matices épicos de su música y la temática de la gran mayoría de las canciones se centra en el amor, un disco con amplias influencias del Hard rock en un intento por reconquistar el mercado norteamericano. No deja de ser un buen disco, pero es el disco más atípico de su discografía y uno de los más criticados por los fanes por este hecho.
Tras el fracaso comercial de "Life Among the Ruins", Virgin Steele decide centrarse en su público europeo y contentar a sus fanes explotando aún más el apartado épico que caracterizaba a la banda en sus inicios. Se vuelcan así en su laureada saga conceptual "The Marriage of Heaven and Hell", para la que grabarán más de 60 canciones. En 1994 sale a la venta "The Marriage of Heaven and Hell Part I" y, un año después, su segunda parte, ambas de corte épico, con una orquestación muy detallista y elaborada y con una orientación un tanto progresiva. "The Marriage of Heaven and Hell part II" es considerado por muchos fanes su obra cumbre, en la que se incluye la balada "Emalaith", una de las composiciones más representativas de la banda. En la gira vuelven a Europa junto a Manowar y Uriah Heep.
Al concluir la gira europea, en marzo de 1998 se publica su octavo álbum de estudio, "Invictus", considerado como el tercer capítulo de la saga "The Marriage of Heaven and Hell", al continuar la historia contada en las dos primeras partes. Es uno de los discos más épicos y el más pesado de la banda hasta entonces. 
Después de la publicación de "Invictus", la banda de David DeFeis graba "The House of Atreus" una Ópera-Metal conceptual dividida en dos actos y basada en la tragedia griega La Orestíada, de Esquilo. El primer acto ve la luz en 1999 y sigue la estela marcada por el disco anterior, tanto en dureza como en el apartado épico. "The House of Atreus Act 2" sale a la venta un año después, siendo este más melódico y menos pesado que su predecesor.
Concluida esta intensa actividad por parte de la banda, deciden sacar dos recopilatorios en 2002. El primero, bajo el nombre "The Book of Burning" se compone de una mezcla de canciones inéditas y nuevas composiciones creadas por David Defeis en colaboración con el guitarrista original Jack Starr, además de una serie de regrabaciones de diversas canciones de los dos primeros álbumes. El segundo disco, "Hymns to Victory" es un compilado de sus mejores temas desde "Noble Savage" hasta su último disco publicado hasta entonces, "The House of Atreus Act 2".
En septiembre de 2006, después de seis años sin un nuevo álbum de estudio, la banda publicó su decimoprimer larga duración, "Visions of Eden". El álbum gira en torno a las creencias agnósticas del líder del grupo y analiza críticamente la mitología cristiana tradicional en lo que respecta a la creación de la Tierra y las historias bíblicas de Adán y Eva. Se trata de un disco más oscuro, más melancólico y dramático que la saga "The House of Atreus". la historia gira en torno a Lilith, la primera esposa de Adán y un símbolo de la fuerza femenina y la independencia. Lilith sufre bajo los litigios del Demiurgo (que representa al Dios cristiano) como una mujer independiente que es, que no puede llevarse bien con el dominante Adán, en contraposición a la servicial Eva.
Actualmente la banda se encuentra remasterizando sus clásicos "Age of Consent" y "Noble Savage", ya descatalogados, incluyendo además pistas extras inéditas hasta la fecha. Está previsto así mismo un par de nuevos discos de la banda, una reedición de "Life Among the ruins" (que posiblemente y según declaraciones de DeFeis, incluirá un segundo CD con canciones nuevas que van en la misma línea de la obra original) y de la saga "Marriage", además de un posible DVD en directo, en el que a David DeFeis le gustaría incluir también entrevistas y más material extra. Entre enero y marzo del año que viene, podría ver la luz el nuevo disco de Virgin Steele, que propone continuar la historia ya planteada en "Visions of Eden".

## Temas
La temática de las letras de Virgin Steele es variada. Una constante en la música del grupo es la pasión, luchar por los sueños y seguir adelante a pesar de la adversidad. Por otro lado, muchas de sus letras están basadas en el amor o el sexo (más aún en sus primeros trabajo y otros no tan tempranos como "Life Amog the Ruins"), claro ejemplo de ello son "Seventeen", "Don't Say Goodbye (Tonight)", "Love is Pain", "Sex Religion Machine", "Cry Forever", "Strawgirl", "Emalaith", etc. A pesar de que sus últimos trabajos son obras conceptuales y épicas centradas en las mitologías griega o cristiana, según declaraciones del propio DeFeis, todas sus letras están basadas en la vida real, de una forma u otra.

## Influencias
Entre las influencias más notables de la banda encontramos la música clásica, el Blues Rock propio de bandas como Led Zeppelin, el Hard Rock o incluso el Power Metal en algunas de sus composiciones, entre otras. Bandas como Queen, Black Sabbath, Rainbow y, sobre todo, Judas Priest son toda una referencia para Virgin Steele y para DeFeis. El fanatismo del cantante por la banda de Rob Halford y compañía es más que notable. Puede verse en canciones como "Devil / Angel", o en las versiones de temas de Judas Priest realizadas por la banda (Desert Plains, Screaming for vengeance).

## Miembros actuales
- David "The Lion/Young Zeus" DeFeis - Voz, Bajo y Teclados (desde 1981)
- Edward "Van Dorian" Pursino - Guitarras (desde 1984) (ex Piledriver)
- Joshua "The Sorceror" Block - Bajo (desde 2001) (ex Dividing Light)
- Frank "The Animal/The Baron/The Kraken" Gilchriest - Batería (desde 1995) (ex-Riot, ex-Gothic Knights, ex-Holy Mother))

## Miembros antiguos
- Jack Starr - Guitarras (1981-1984) (Burning Starr, Phantom Lord, Devil Childe, Strider, Thrasher)
- Kelly Nichols - Bajo (1981) (L.A. Guns, Childe, Strider, Thrasher)
- Joey Ayvazian - Batería (1981-1995)
- Joe O'Reilly - Bajo (1981-1992)
- Teddy Cook - Bajo (1992) (Dio, Great White)
- Rob DeMartino - Bajo (1992-1994; 1995-1998)
- Frank Zummo - Batería (2001)

## Discografía
- Virgin Steele - 1982
- Guardians Of The Flame - 1983
- A Cry In The Night/ Wait For The Night - 1983 (EP)
- Burn The Sun - 1984 (Recopilatorio)
- Noble Savage - 1986
- Age Of Consent - 1988
- Snakeskin Voodoo Man - 1992 (Single)
- Life Among The Ruins - 1993
- The Marriage Of Heaven & Hell, Part 1 - 1994
- The Marriage Of Heaven & Hell, Part 2 - 1995
- Through Blood And Fire - 1998 (Single)
- Invictus - 1998
- The House Of Atreus, Act I - 1999
- The House Of Atreus, Act II - 2000
- Magick Fire Music - 2000 (EP)
- The Book Of Burning - 2002 (Recopilatorio)
- Hyms Of Victory - 2002 (Recopilatorio)
- Visions Of Eden - 2006
- The Black Light Bacchanalia - 2010
- "Nocturnes of Hellfire & Damnation" - 2015

## DVD
- Tale Of The Snakeskin Voodoo Man - Video/VHS, 1992